# Serra del Montsià

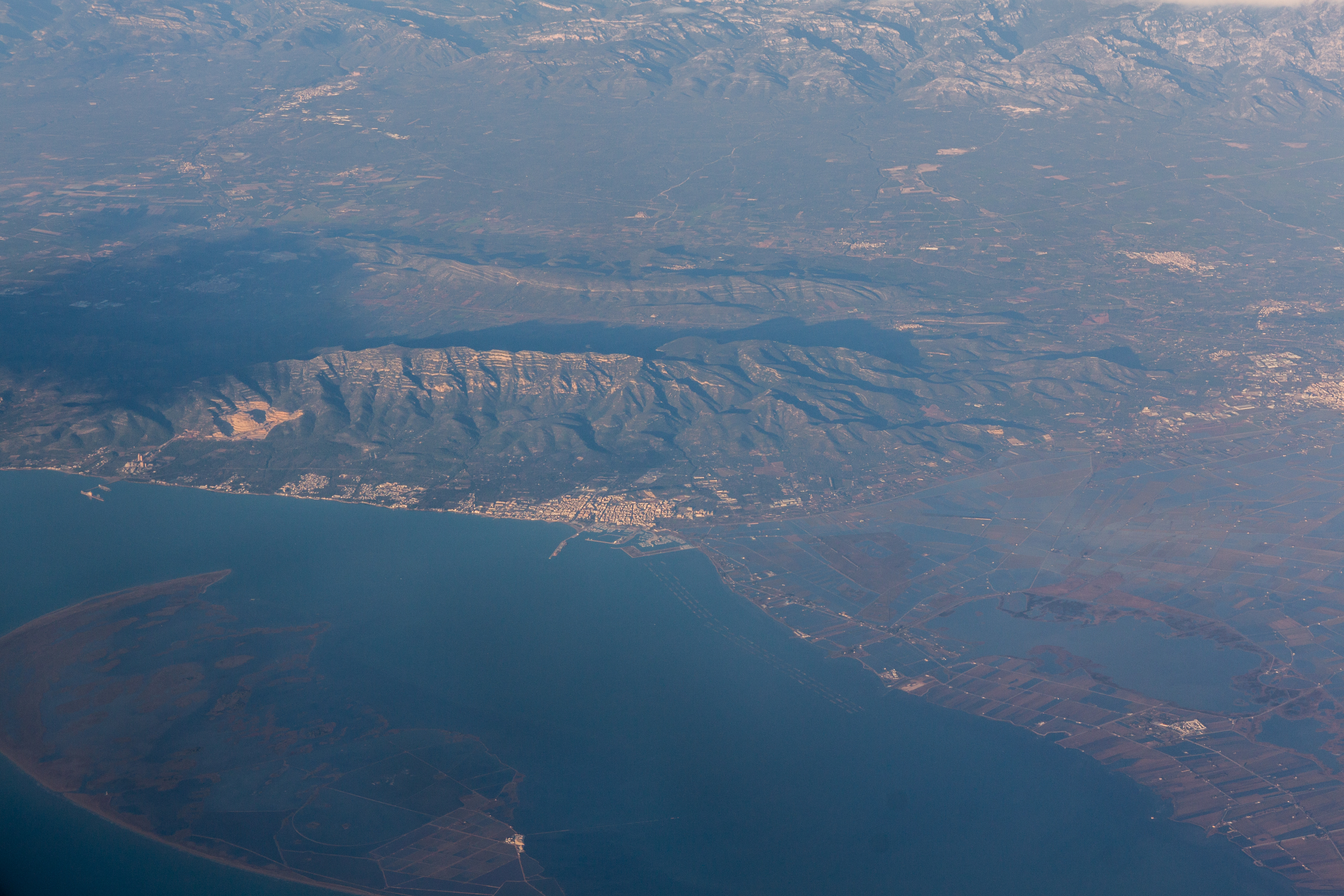
Serra de Montsià – Luftbild (2014)

Die Serra del Montsià (Katalanisch ‚Bergkette von Monstsià‘; Spanisch: Sierra Montsiá) ist ein kleines, knapp 15 Kilometer langes und bis 5 Kilometer breites Mittelgebirge, Namensgeber der spanischen Comarca Montsià, der südlichsten Comarca der autonomen Region Katalonien.

## Geografie
Die etwa 2 bis 5 Kilometer von der Küste des Mittelmeers entfernte Bergkette erstreckt sich von Nordnordost nach Südsüdwest vom Ebro bis zum Riu de la Sénia. Ihre höchste Erhebung ist etwa in der Mitte La Torreta mit 764 Metern.
Die Berge der Sierra sind mit Macchie bedeckt, auf den niederen Hängen wachsen Oliven-, Mandel- und  Johannisbrotbäume. Am Südosthang befindet sich ein großer Kalksteinbruch, der mit seinen Abbaubedingungen zu deutlicher Bodendegradation geführt hat. Das Gebirge ist mit ehemaligen Kliffs, Steilhängen und Erosionsrinnen durchsetzt, was es in manchen Bereichen unzugänglich macht.
Es gibt auf den Hügeln der Kette einige Relikte aus der Zeit der Iberer. Die kleine Siedlung La Selleta auf einem Hügel zu Füßen der Serra del Montsià oberhalb der Apfelsinenplantagen von Alcanar wurde in der zweiten Hälfte des 20. Jahrhunderts von Deutschen angelegt.

## Geologie

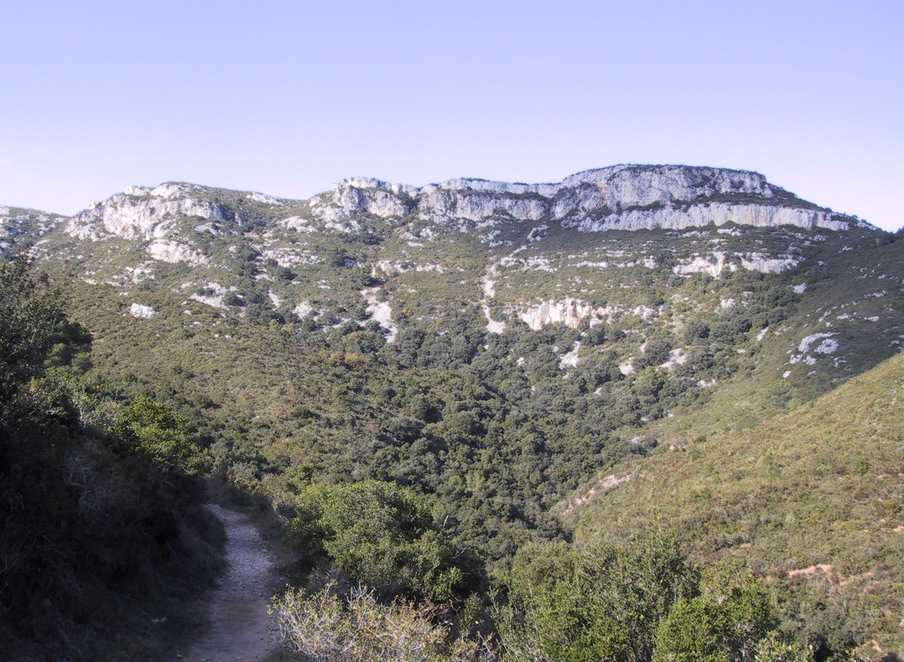
Mata-redona, einer der Hauptgipfel der Montsiàkette

Die Serra del Montsià ist eine Karst-Formation mit etlichen Engstellen und Höhlen. Trotz ihrer Meeresnähe ist sie Teil der katalanischen Serralada Litoral Catalana und wurde vor 25 Millionen Jahren als Teil der Alpidischen Orogenese gebildet.
Ihr höchster Punkt, La Torreta del Montsià, erhebt sich bis auf 764 Metern; der Gipfel Mola cima sieht allerdings mit seinem Dreiecksprofil  aus der Gegend von  Ulldecona an der Straße von Barcelona nach Valencia wie der höchste aus.
Andere bedeutende Erhebungen sind La Foradada, nördlich von La Torreta, mit gutem Blick über das Ebrodelta, und die felsige Mata-redona.
Geologisch bildet der Abschnitt der parallelen Bergketten Serra del Montsià – Ulldecona/Freginals-Tal – Serra de Godall einen Übergang vom Katalanisch-Mediterranen System zum Iberischen Gebirge.